# Otello Profazio
Otello Ermanno Profazio (Rende, 26 dicembre 1934 – Reggio Calabria, 24 luglio 2023) è stato un cantautore e cantastorie italiano di genere folk.

## Biografia
Otello Profazio è stato un cantautore nato a Rende, un comune dell'hinterland cosentino, il 26 dicembre 1934. Rielaborò e reinterpretò molte canzoni della tradizione calabrese e meridionale (Sicilia, Puglia e Basilicata) e le poesie in lingua siciliana di Ignazio Buttitta. Molto conosciuto in Calabria e Sicilia, partecipò a trasmissioni radiofoniche negli anni sessanta e settanta.
Nel 1964, durante la trasmissione televisiva Questo e quello, condotta da Giorgio Gaber, cantò insieme ad Enzo Jannacci, Silverio Pisu, Lino Toffolo e lo stesso Gaber la canzone di Pietro Gori Addio a Lugano.
Nel 1966 svolse il ruolo del cantastorie nell'opera La Fantarca di Vittorio Cottafavi.
Per quindici anni, scrisse settimanalmente la rubrica Profaziate sul quotidiano Gazzetta del Sud. Questa rubrica proseguì sotto forma di "pillole" televisive su Video Calabria. Proseguì la sua attività concertistica, con esibizioni in tutto il mondo.
È considerato uno dei cantanti dialettali più importanti del meridione. Insignito del Disco d'oro per aver venduto oltre un milione di copie dell'album Qua si campa d'aria, è a tutt'oggi l'unico cantante del genere folcloristico ad aver raggiunto questo traguardo.
È morto il 24 luglio 2023, all'età di 88 anni, al grande ospedale metropolitano (gom) di Reggio Calabria, dove era ricoverato da 2 giorni per problemi cardiaci. Il funerale è celebrato dopo due giorni nel Duomo di Reggio Calabria.

## Discografia parziale

### Album
- 1963 - Calabria (Fonit Cetra, LPP 12)
- 1963 - Il brigante Musolino[10] (Cetra, LPP 15)
- 1964 - Profazio Canta Buttitta: il treno del sole (Fonit Cetra, LPP 29)
- 1965 - Storie e leggende del Sud (Fonit Cetra, LPP 52)
- 1966 - I paladini di Francia (Fonit Cetra, LPP 132)
- 1967 - Arie e danze del Sud (Fonit Cetra, LPP 138)
- 1969 - L'Italia cantata dal Sud (Fonit Cetra)
- 1971 - Sollazzevole (Fonit Cetra, LPP 188)
- 1973 - Gesù, Giuseppe e Maria (Fonit Cetra, LPP 209)
- 1974 - Qua si campa d'aria (Fonit Cetra, LPP 241)
- 1976 - Amuri e pilu (Fonit Cetra, LPP 301)
- 1978 - Scibilia Nobili (Fonit Cetra, LPP 354)
- 1978 - Patti Marina in Sicilia (Fonit Cetra, LPP 378)
- 1978 - Fra Scilla e Cariddi
- 1978 - Mannaja all'ingegneri
- 1979 - Guardavalle in Calabria (Fonit Cetra, LPP 377)
- 1979 - Petina degli Alburni in Campania
- 1979 - Cassano Jonio in Calabria (Fonit Cetra, LPP 393)
- 2006 - Il filo di seta
- 2016 - La ballata del bergamotto e tante altre... (Calabria Sona Italysona)
- 2017 - L'Orologio della Passione (Elca Sound)
- 2018 - La storia (Squilibri)

### Raccolte
- 2005 - Collection

### Apparizioni
- 1972 - Gabriella, i suoi amici...e tanto folk (RCA Italiana)

### 78 giri
- 18 marzo 1953 - U figghiu du mastru pettinaru/U Ciucciu (Cetra, DC 5686)

- 1954 - Chiamatimi 'U Medicu / Amuri, Amuri
- 1954 - Riggitana / Mi Vogghiu Maritari
- 6 maggio 1955 - Calabrisella/Chi bellu mussu (Cetra, DC 6271)
- 1955 - Stornelli Della Sila / Mi Ficiru Sindicu
- 1955 - Serenata Amorosa / Nchianu Unu, Scindu Ddui
- 1955 - Amuri Muntagnoli / Stornelli D'Amuri
- 1º marzo 1957 - Lu briganti Musulinu / Ciuriddu di' stu cori (Cetra, DC 6745)

### 45 giri
- 1956 - Tarantella Paesana / Prima Dicisti Si
- 1958 - U Ciucciu / Calabrisella
- 1959 - Lu Briganti Musulinu Lu Carcerato (Musulinu)

- 1959 - Lu spaccuni/Ahi ahi ahi (SP 449)
- 1960 - Stornelli Calabresi Tarantella Calabrese ('A Viddhaneddha)
- 1960 - L'Allegro Carcerato/Tonghi E Tiritonghi
- 1960 - Il Cammino Della Speranza / Vogghiu 'I Ti Viju
- 1960 - Amuri Amuri / Chiamatimi 'U Medicu
- 1961 - La Canzone Del Ciuccio / Catarineddha
- 1961 - Faciti rota/Zza' Marianna (SP 1058)
- 1961 - Mmazzatu A Tradimentu / La Vecchia Crappa D'Agosto
- 1962 - Le Nuvole Cadranno Dalle Nuvole / L'Ombrellone A Strisce Blu
- 1962 - La Vitella / La Canzone Dell'Emigrante
- 1963 - I Frati Di Mazzarino / Malanotte
- 1964 - Tarantella Ciarameddhara / Gioiuz
- 1965 - La leggenda di Colapesce/Il riscatto della bella (Fonit Cetra, SPD 493)
- 1966 - 'U Marinaru / Ciuri Ciu
- 1966 - Pastorale natalizia/Tarantella cantata (Fonit Cetra, SPD 603)
- 1966 - La Mamma Dell'Emigrante / Li Beddhi Pira
- 1967 - Garibaldi popolare/Parlamento... Parlamento... - La Leva (Fonit Cetra, SPD 606)
- 1968 - Hanno ammazzato a Kennedy/Lamento di zappatore (Cetra, SPD 608)
- 1968 - Ballata del cinema/Giovane ventenne (Cetra, SPD 626)
- 1968 - Amuri/La crozza (Fonit Cetra, SPD 627)
- 1970 - Don Chisciotte / Prima Vi Cuntu E Poi Vi Cantu
- 1971 - La Mamma Illusa / Uomo Solo
- 1972 - Misericordia / L'Alto Veliero
- 1975 - Tummina Tummina / Qua Si Campa D'Aria
- E Ballati Ballati / Carrettiere Dispettoso
- Tarantella Ravagnesota / 'U Ntrallazzu 'I Me Mugghieri

### EP
- 1960 - Te Deum Dei Calabresi
- 1968 - Otello Profazio Presenta Le Brigantesse
- 1971 - Preludio

## Premi
- Disco d'oro per Qua si campa d'aria (1974)
- Premio Pitrè, premio culturale siciliano
- Premio Tenco (2016)[11]

## Opere
- Le cento e più Profaziate, Edizioni P&M – Messina
- Qua si campa d'aria: il secondo libro delle Profaziate, Edizioni P&M – Messina
- Magna Magna Grecia: il terzo libro delle Profaziate, Laruffa Editore – Reggio Calabria
- Carrialandi e affini": il quarto libro delle profaziate, Laruffa Editore – Reggio Calabria
- L'orologio della passione, Città del Sole Edizioni – Reggio Calabria